# Pomník Čest a sláva Sovětské armádě
Pomník Čest a sláva Sovětské armádě patří mezi normalizační sochařská díla v Československu. Jeho autorem je český sochař druhé poloviny 20. století, představitel monumentálního socialistického realismu Otakar Petroš, který na něm pracoval mezi lety 1972 až 1975. Spoluautory pomníku byli architekt František Kameník a další autor Antonín Žemlička.

## Odhalení pomníku
Pomník byl odhalen 3. května 1975 u příležitosti 30. výročí osvobození Československa. Monument byl umístěn na rohu ulic Osvobození a Žižkova v Jiráskových sadech.

## Odstranění pomníku
Na základě rozhodnutí zastupitelstva města Litoměřice ze dne 24. dubna 2025 byl pomník odstraněn dne 14.6.2025 z Jiráskových sadů a převezen téhož dne po dílech a uložen v technických službách v Kamýcké ulici. 

## Spory o pomník

### 1991
V roce 1991 vznikl první pokus o odstranění pomníku. Členové ODS v městském zastupitelstvu navrhli 23. září 1991 zařadit do programu zasedání doporučení k „ukončení existence pomníku Čest a sláva Sovětské armádě v Jiráskových sadech“. Městské zastupitelstvo nakonec dne 14. listopadu rozhodlo v poměru dvaceti hlasů pro, dvou proti a jednom zdržení se pro alternativní návrh „nelikvidovat pomník v Jiráskových sadech, ale sejmout nápis Čest a sláva Sovětské armádě včetně všech úchytů na věnce“.

### 2021
KSČM Litoměřice dne 9. května 2021 uspořádala u pomníku vzpomínkovou akci. Vedle pomníku stál muž v uniformě vojáka Rudé armády, který zde plnil funkci čestné stráže. „V dnešní době, která má ambice přepisovat historii a naše osvoboditele pasovat do rolí agresorů, byla právě přítomnost vojáka rudé armády symbolickým gestem nejen pro naše členy a sympatizanty“, prohlásil Ing. Lukáš Pařízek, člen KSČM Litoměřice.

### 2022
Neznámý člověk namaloval 25. října 2022 na podstavec pomníku dvířka automatické pračky jako zřejmou narážku na rabování vojáků Ozbrojených sil RF během válečného konfliktu na Ukrajině. Fotka s komentářem se objevila v mnohých světových periodikách. Malba vyvolala jak pozitivní tak negativní reakce. Událost vyšetřovala policie. Viník nebyl nalezen.
V reakci na pomalování podstavce pomníku, tisková mluvčí města Litoměřice Eva Břeňová zveřejnila 26. října 2022 tiskovou zprávu Socha rudoarmějce odstraněna být nemůže. V ní uvedla, že pomník nemůže být odstraněn ze dvou důvodů:
- Pomník je ruský válečný hrob[pozn. 1] a vztahuje se na něj mezivládní dohoda mezi Českou republikou a Ruskou federací
- Pomník připomíná odvahu a hrdinství i Ukrajinců, kteří bojovali ve druhé světové válce za naše osvobození tehdy společně, pod vlajkou Rudé armády.

Dále jako opatření proti vandalismu uvedla, že k pomníku bude nainstalována kamera a připevněna tabulka s textem „Socha z roku 1975 připomíná padlé vojáky Rudé armády při osvobození Československa za druhé světové války. Nemalou část těchto obětí tvořili mezi ostatními národy i Ukrajinci. Tento pomník tak připomíná odvahu a hrdinství všech národů, které bojovaly za naše osvobození v řadách Rudé armády.“

### 2023
V lednu 2023 vznikla občanská iniciativa, která si klade za cíl odstranění pomníku Čest a sláva Sovětské armádě. Spouštěčem iniciativy bylo přejmenovávání pomníku na rudoarmějce a následná změna jeho účelu.
Dne 16. ledna 2023 došlo k oficiálnímu přelepení cedule s vysvětlujícím textem k dílu. „V tuto chvíli prochází odborným historickým posouzením,“ je napsáno přes vzkaz, který k soše samo město na podzim napsalo. Podle starosty Litoměřic Radka Löwyho (ANO) město při přípravě sporného textu vycházelo z informací v centrální evidenci válečných hrobů. „Teprve posléze se objevila od několika pamětníků informace, že tato socha není rudoarmějec, ale sovětský voják“, napsal starosta Löwy.
PhDr. Lenka Simerská z politického uskupení Více pro Litoměřice v Radničním zpravodaji města Litoměřice napsala 1. února 2023, že pomník vznikl v roce 1975 jako pocta armádě Sovětské, nikoli Rudé. Pomník nese název „Čest a sláva Sovětské armádě“. Ta v té době už několik let okupovala československé území po vpádu v srpnu 1968. Čistě technicky je to tedy pomník okupantům.

### 2024
Dne 29.2.2024 přijalo zastupitelstvo města usnesení v němž vzalo na vědomí doručenou petici požadující odstranění pomníku nazvaného Čest a sláva Sovětské armádě a navíc k tomu schválili protinávrh zastupitelky Lenky Simerské (Více pro Litoměřice). Ten je doplněný o rozhodnutí pověřit radu města, aby ve spolupráci s dotčenými odbory městského úřadu připravila záměr možného přemístění pomníku na vhodnější místo a vypsala otevřenou uměleckou soutěž na nové umělecké dílo, které sochu vojáka v parku nahradí. Zároveň mají radní za úkol konzultovat stěhování sochy s Nadací Proměny, která poskytla grant na rekonstrukci Jiráskových sadů dokončené v roce 2015. Zastupitelé dále radní pověřili, aby zjistili účetní hodnotu díla a také to, zda přemístění sochy nebude mít vliv na autorská práva k soše. Usnesení bylo přijato většinou zastupitelů. Dvacet hlasů pro, dva zastupitelé se zdrželi, čtyři byli proti, hlavně z SPD. 

### 2025
Dne 24. dubna 2025 byl na zastupitelstvu Litoměřic předložen návrh na přesunutí sochy do depozitáře. V hlasování se 16 poslanců vyslovilo pro odvoz sochy, pět poslanců bylo proti a čtyři se zdrželi. Zástupce SPD Ilja Baudyš prohlásil: „Mění se historie, mění se priority, abychom tam pak zase nemuseli za deset let tuto sochu dávat. Bývalí přátelé jsou dneska nepřátelé, situace je velmi turbulentní".
Dne 14.6.2025 byl pomník "Čest a sláva Sovětské armádě" demontován a odvezen do areálu technických služeb v Kamýcké ulici. Socha byla postupně rozdělena na několik částí a jedna po druhé pomocí jeřábu naložena na auto. Na soše se podepsal čas, manipulace s ní proto byla nebezpečná.
Na místě po rozebrání monumentu zůstal pouze sokl, na kterém voják v nadživotní velikosti stál. Místostarosta Litoměřic Petr Panaš nastínil možnosti dalšího osudu sochy: „Může se prodat. Může se dát na nějaké jiné méně frekventované místo. Přesun vyjde město maximálně na 100 tisíc korun, protože firma Cargonet s.r.o. manipulaci a přesun provedla na své náklady." V září město vyhlásí architektonickou soutěž, která navrhne, co místo pomníku vznikne. 
Dne 14.6.2025 Občanská iniciativa za odstranění pomníku "Čest a sláva Sovětské armádě" ukončila svou činnost. V jejich oficiálním  prohlášení se píše: „Přemístěním dotčené sochy z veřejného prostoru tímto dnem pominul důvod pro další působení naší iniciativy. Její úspěšná podpora demokratické městské samosprávy prokázala sílu a prospěšnost občanské společnosti a je motivací pro další občanské aktivity nejen v Litoměřicích.“ 
V úterý 24. června 2025 zbourali dělníci s bagrem podstavec (betonový sokl), který zbyl po odstranění monumentu dne 14.6.2025.

## Galerie

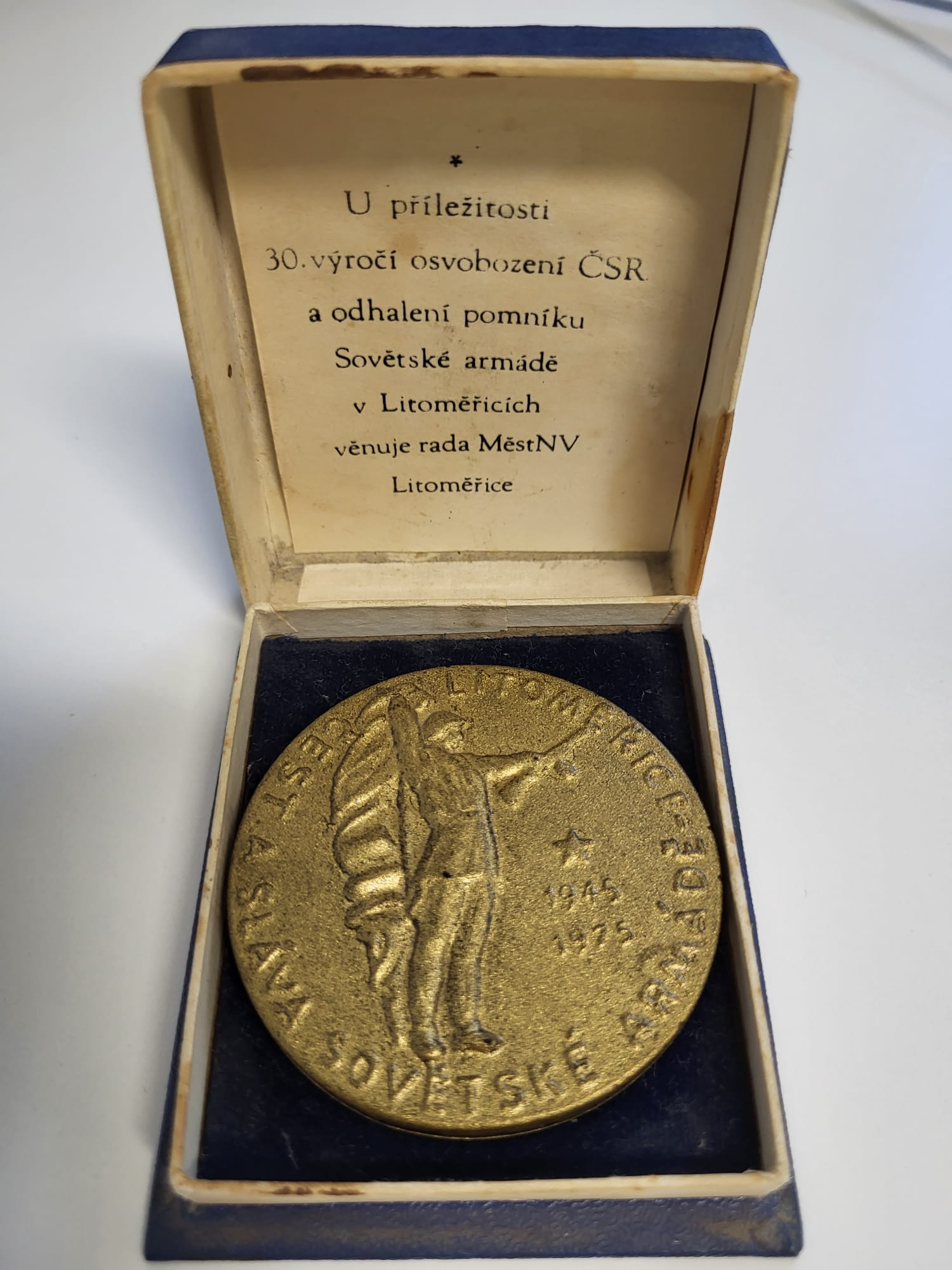
Medaile vydaná k odhalení sochy (1975)
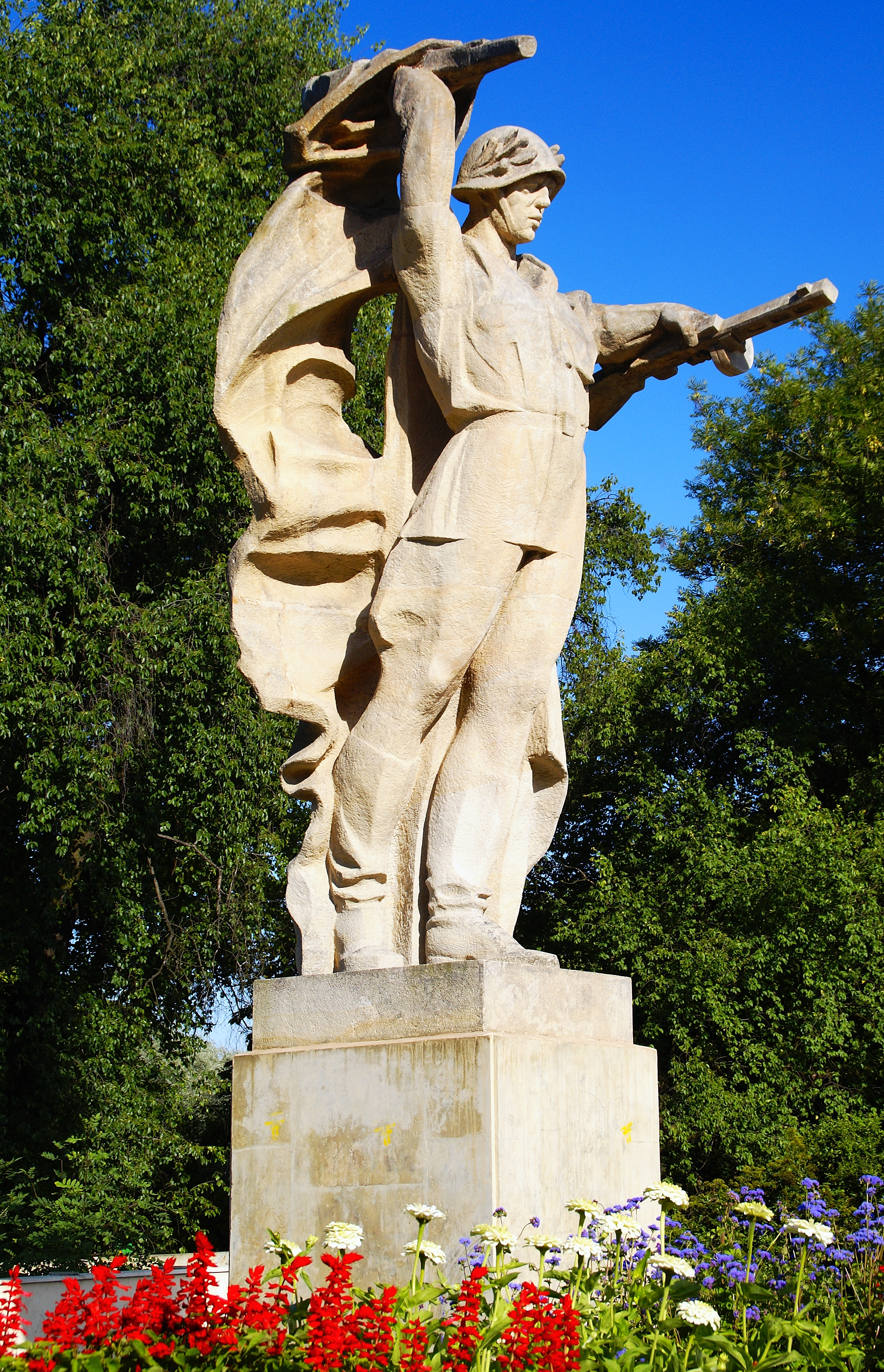
Pomník v roce 2008
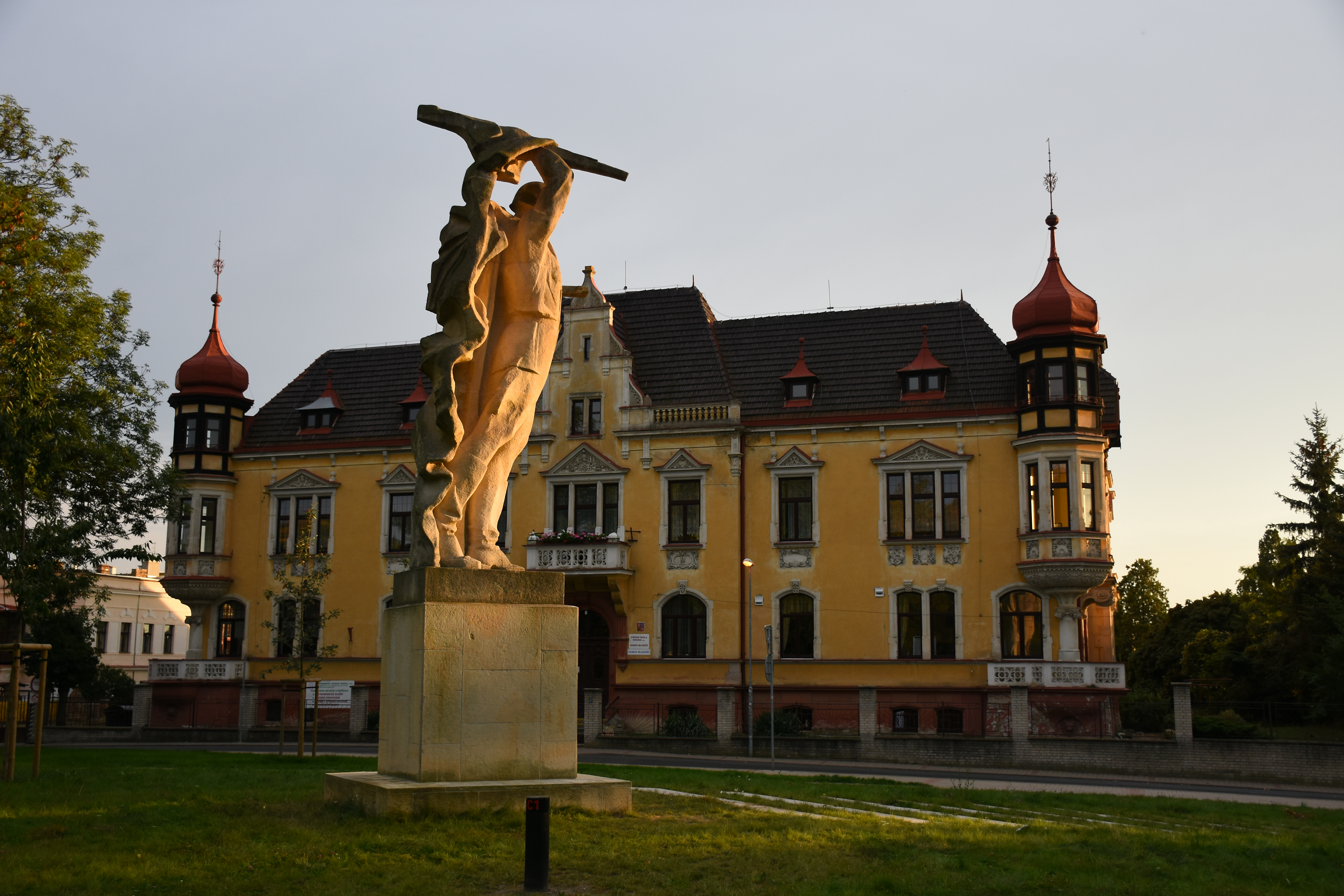
Pomník v roce 2015 (v pozadí domov mládeže)
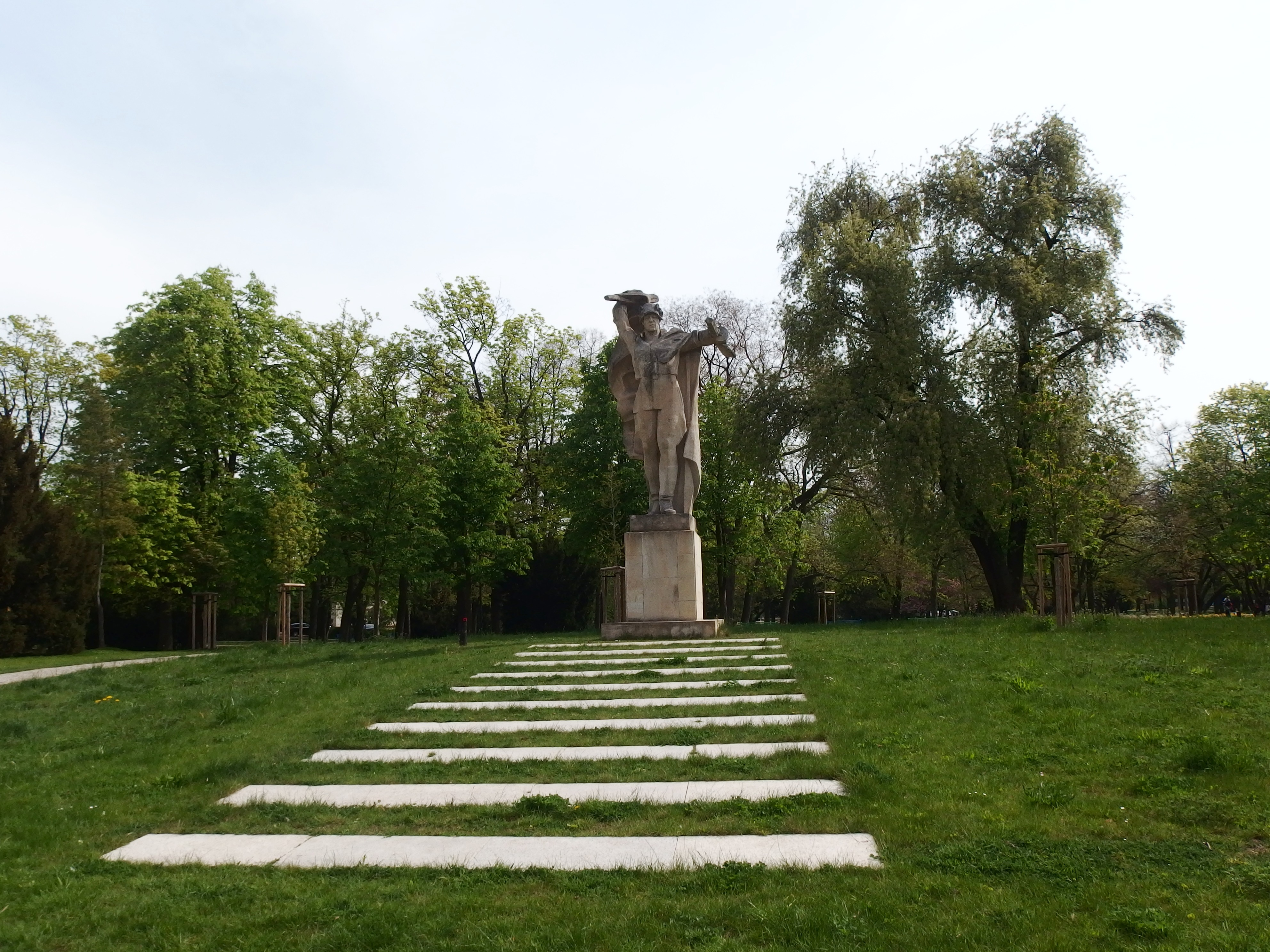
Pomník a okolní park (2016)
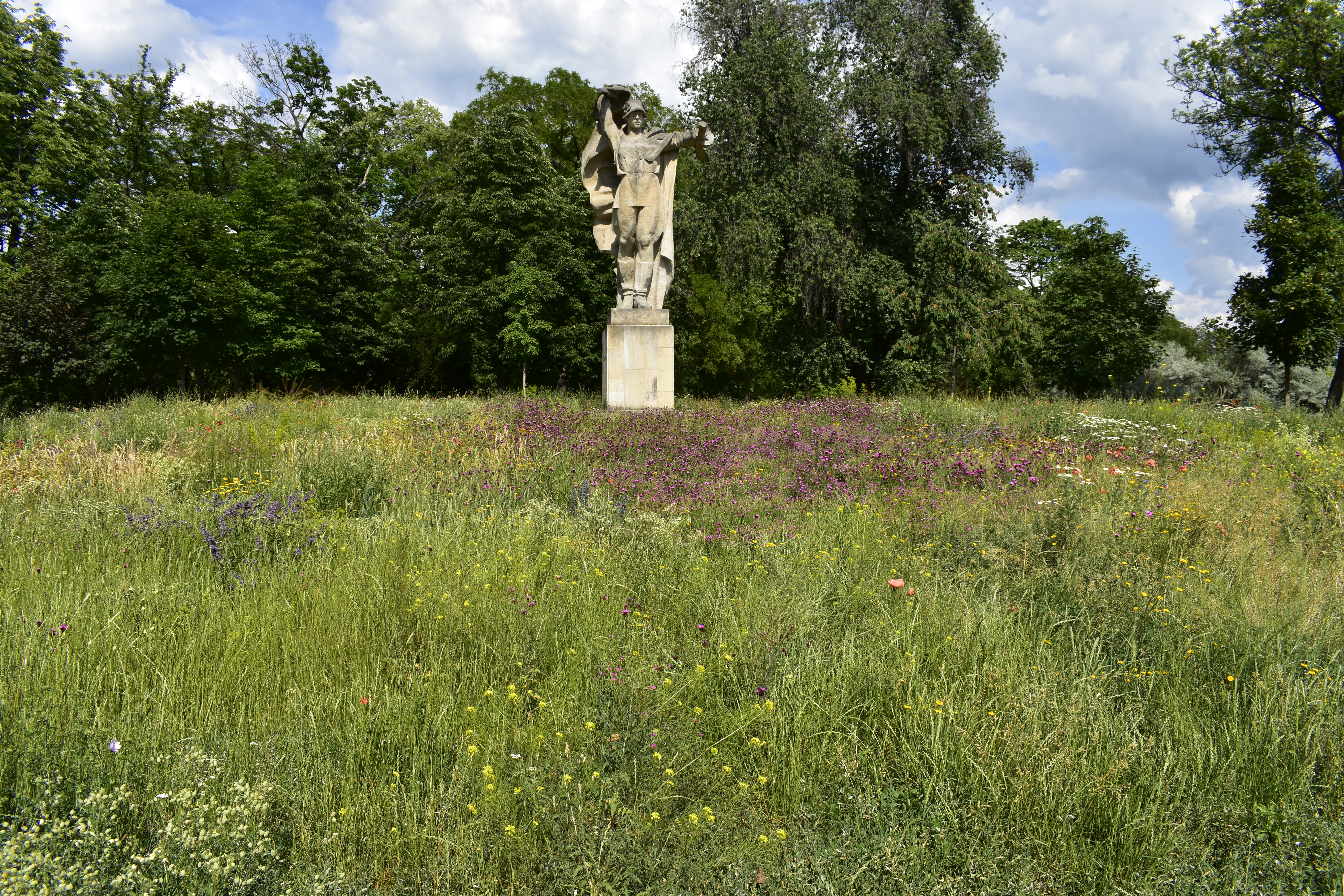
Pomník v květnaté louce(2019)
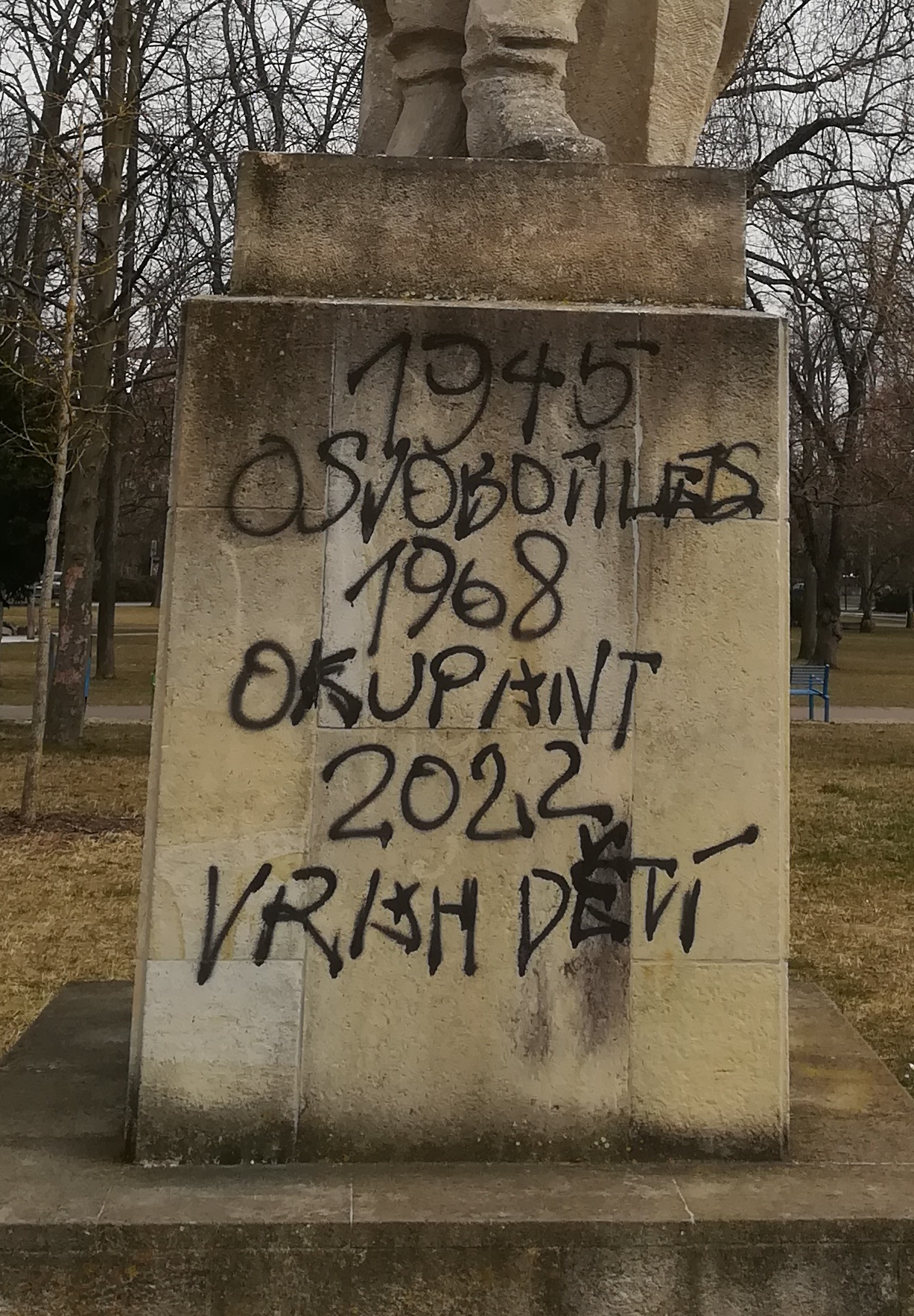
Nápisy na podstavci (březen 2022)
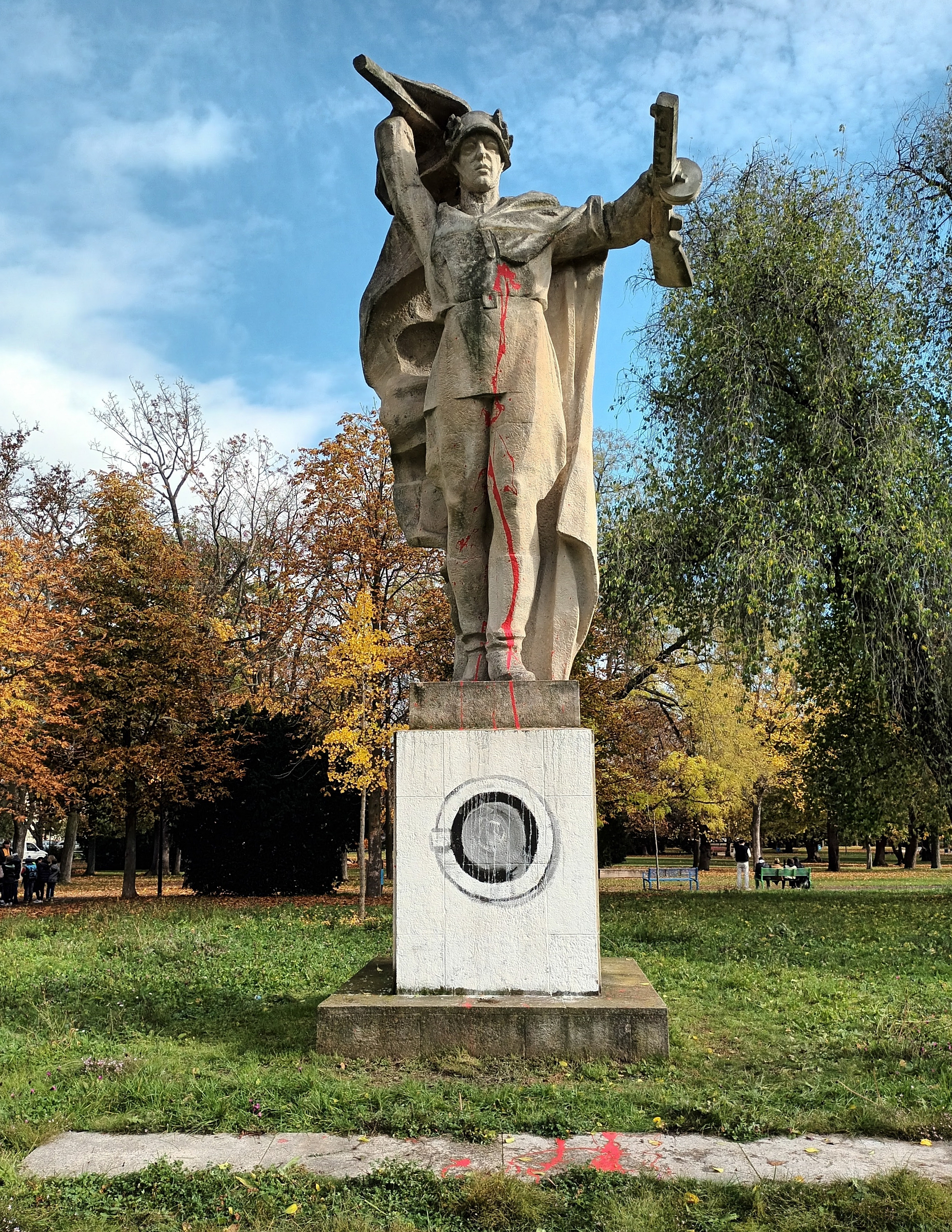
Pomník s namalovanou pračkou (říjen 2022)
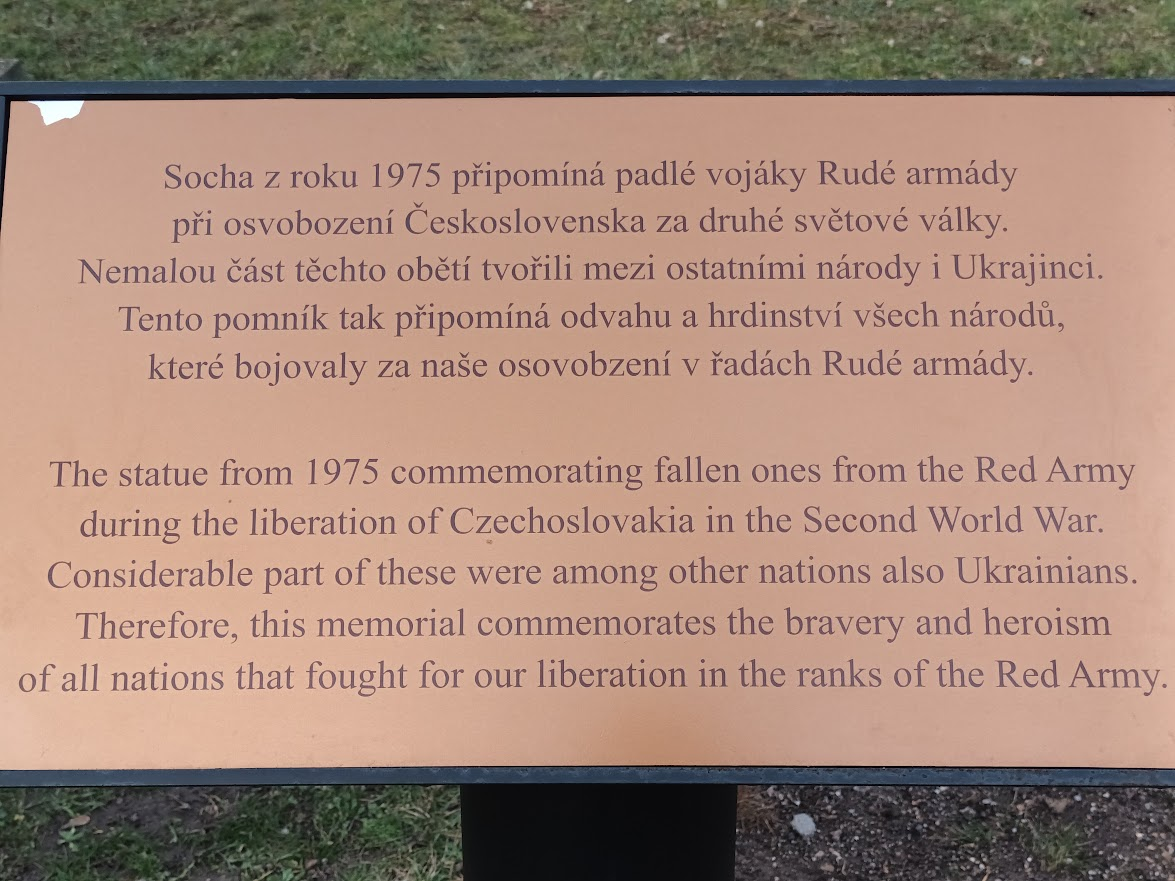
Vysvětlující cedule u pomníku (leden 2023)
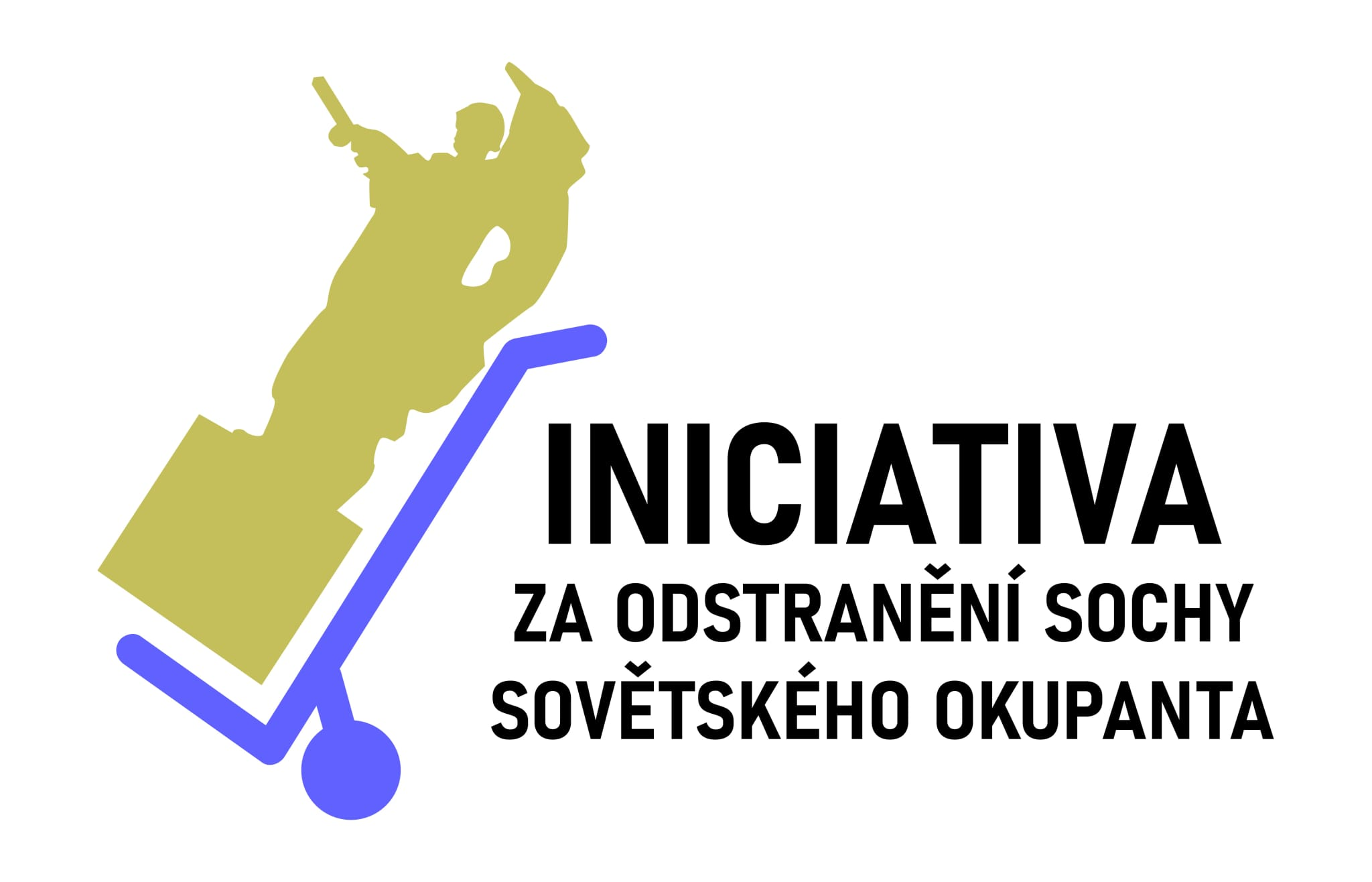
Logo občanské iniciativy (leden 2023)
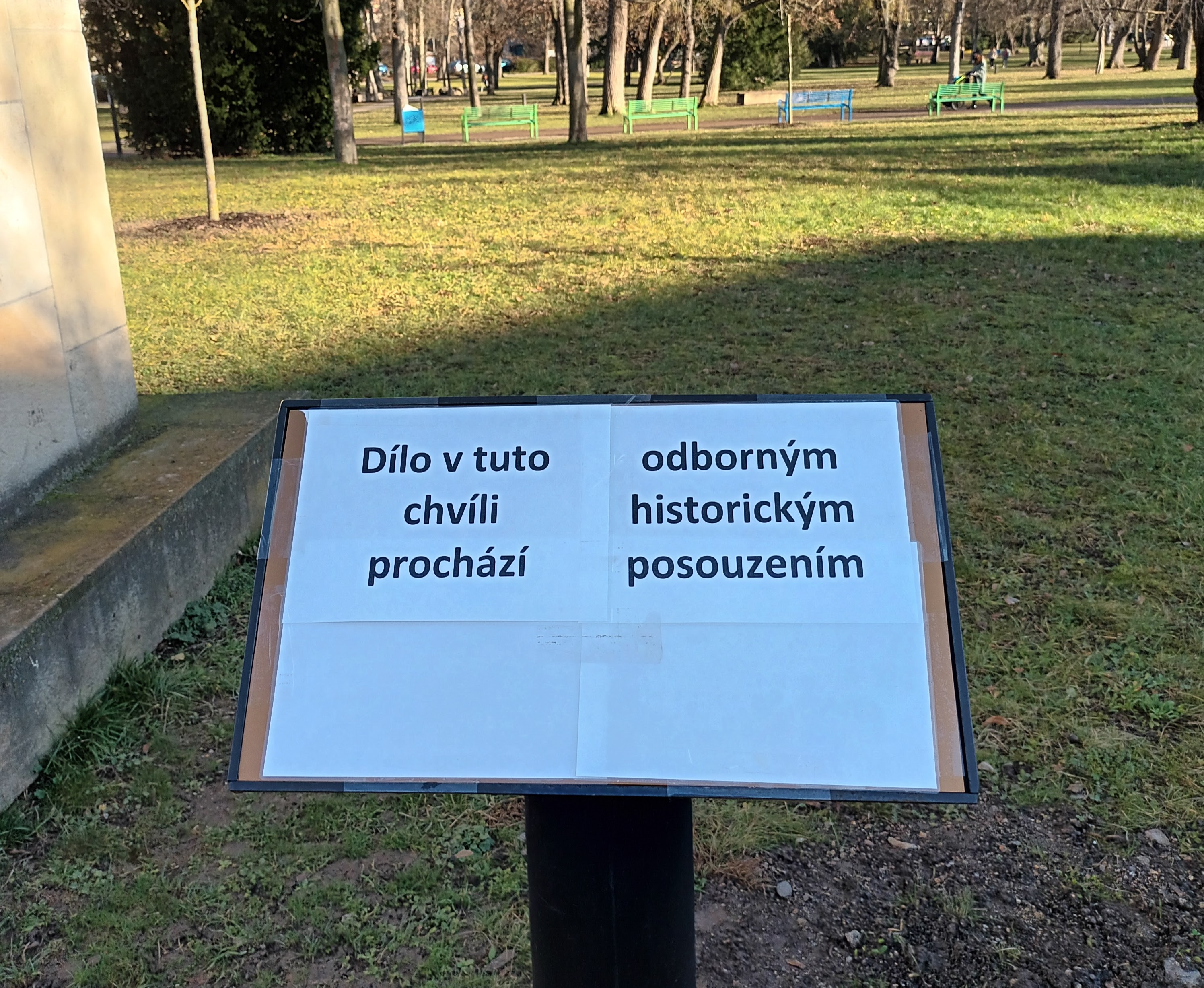
Vysvětlující cedule u pomníku přelepena (16. ledna 2023)
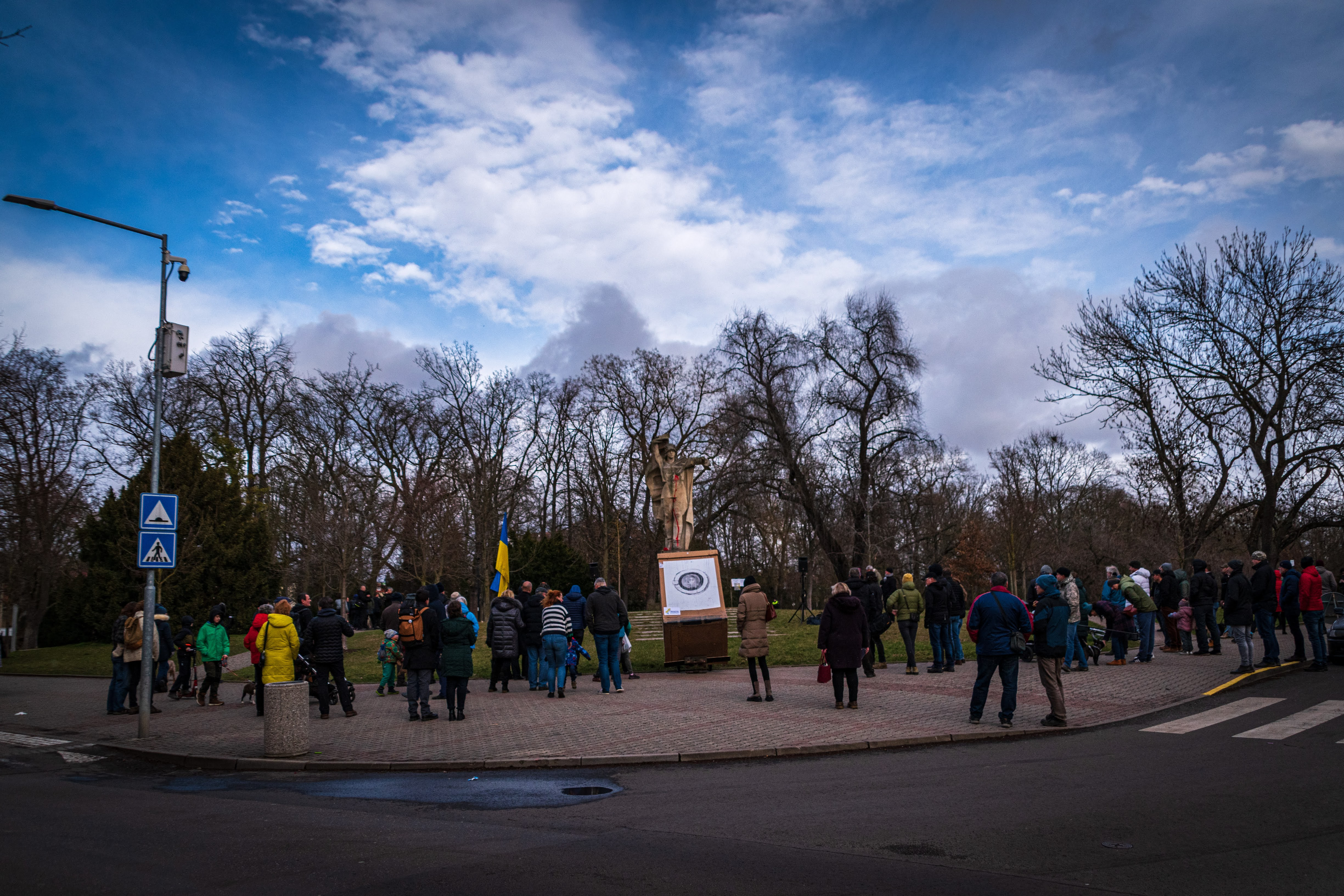
Plakát s pozvánkou na setkání (25. února 2023)
- Setkání za odstranění pomníku (25. února 2023)
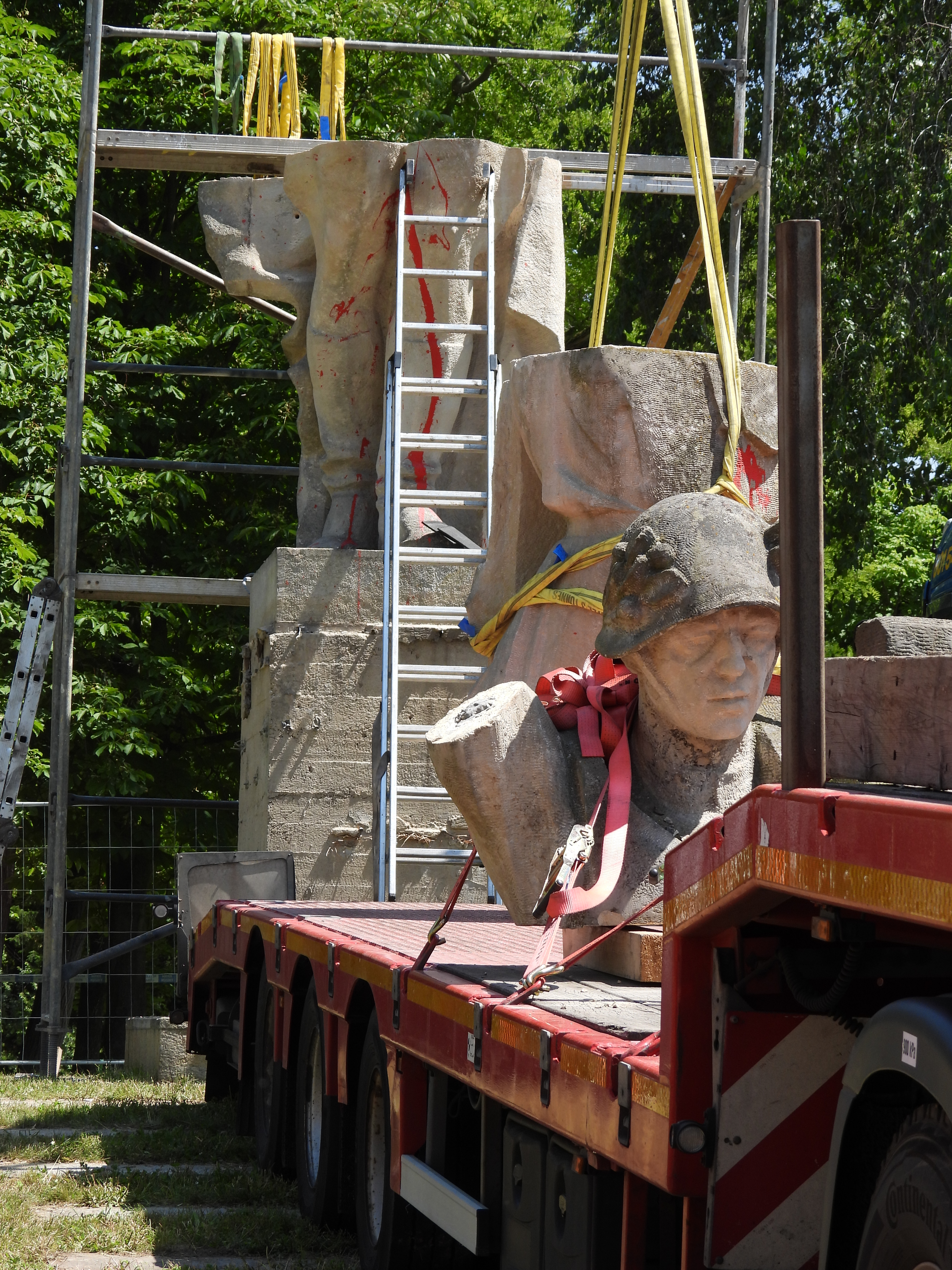
Demontáž pomníku na připravený návěs kamionu. (14.6.2025)
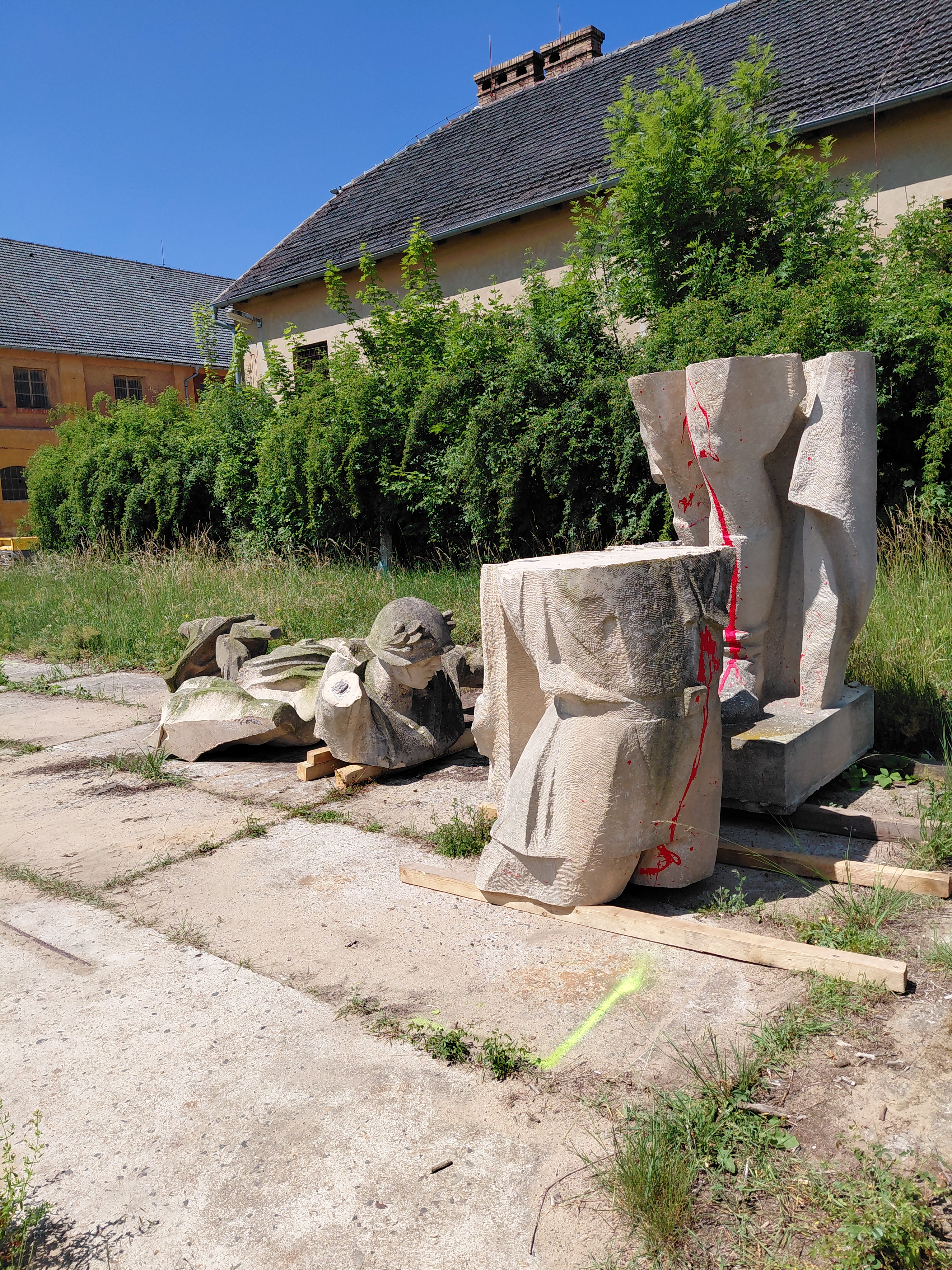
Místo uložení pomníku "Čest a sláva Sovětské armádě" (14.6.2025)
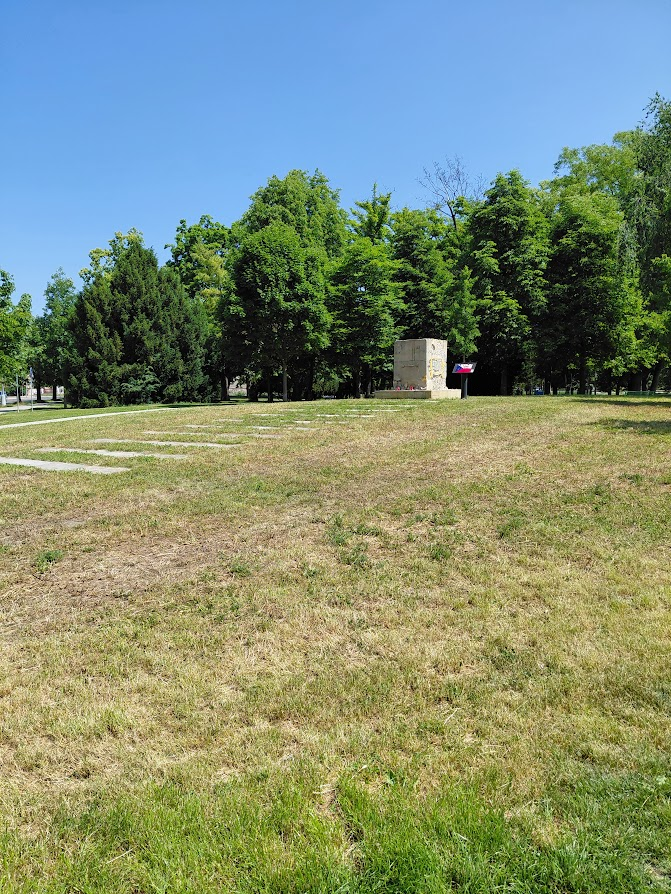
Místo, kde býval pomník "Čest a Sláva .." v Jiráskových sadech v Litoměřicích po jeho odstranění. Na místě ještě zbyl sokl. (15.6.2025)
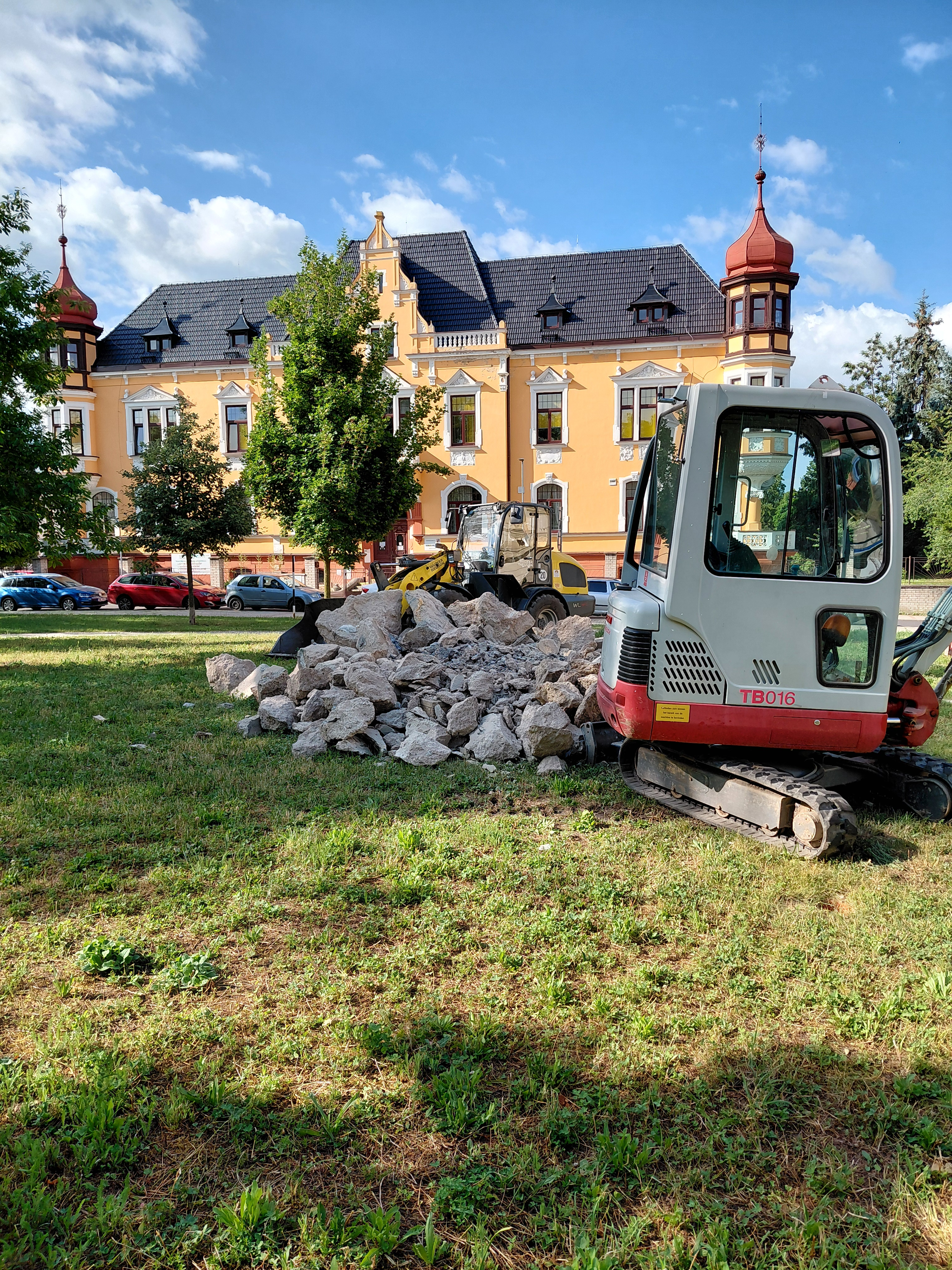
Odstranění podstavce sochy (25.6.2025)